# Inégalité de longueur des membres inférieurs
 (juillet 2012).
L'inégalité de longueur des membres inférieurs est le fait que les jambes d'un patient sont de longueur significativement inégale.

## Causes
L'inégalité de longueur des membres inférieurs est en rapport avec une asymétrie de longueur d'un ou plusieurs des os des membres inférieurs (fémur, tibia). Les causes peuvent être congénitales, ou acquises à la suite d'une atteinte des cartilages de croissance, ou d'une lésion osseuse consécutive à un traumatisme ou d'une infection.
Cette pathologie est à distinguer d'une asymétrie d'alignement, cas où il n'y a pas de différence de longueur, mais où il existe un déjettement du bassin secondaire à une hypertonicité de la musculature du pelvis ou d'un membre.
Une luxation de l'os atlas peut, dans certains cas, provoquer le phénomène[réf. souhaitée].

## Conséquences
Les différences de longueur des membres inférieurs peuvent augmenter le risque d'arthrose du genou et de la hanche.

## Traitement
Le traitement le plus répandu pour en corriger les effets est l'emploi d'une talonnette placée dans la chaussure.
La thérapie vertébrale Dorn, méthode de traitement des vertèbres et des articulations, traite le membre inférieur le plus long, en distinguant trois phases: la correction des hanches, des genoux et des chevilles. S'il y a une différence de longueur entre les membres inférieurs allongés et levés, la méthode Dorn identifie un bassin courbe ou asymétrique comme étant la cause.

## Source de traduction
- (en) Cet article est partiellement ou en totalité issu de l’article de Wikipédia en anglais intitulé « Unequal leg length » (voir la liste des auteurs).